# Symmetrodonta
Symmetrodonta, (do grego symmetros, "simétrico", e odont-, declinação de odous, "dente" ) são um grupo primitivo de mamíferos do Mesozóico, caracterizados pelo aspecto triangular dos molares na vista de oclusão (de cima) e a ausência de um talonídeo bem desenvolvido. Os Symmetrodonta tradicionais ocorreram do final do Triássico ao Cretáceo e seus fósseis podem ser encontrados na América do Norte, América do Sul, Europa, África e Ásia. Apesar da vasta distribuição os registros fósseis são raros e escassos.
Antigamente eram incluídos na Subclasse Prototheria. Nos últimos anos, o acúmulo de novas descobertas mudou muito as taxonomias propostas para o grupo, inclusive até pondo em dúvida se realmente constitui um grupo natural.

## Classificação
- Ordem Symmetrodonta Simpson, 1925
  - Gênero Manchurodon Yabe e Shikama, 1938 (Incertae sedis)
  - Família Kuehneotheriidae Kermack, Kermack e Mussett, 1968
    - Gênero Kuehneotherium Kermack, Kermack e Mussett, 1968
    - Gênero Delsatia Sigogneau-Russell e Godefroit, 1997
    - Gênero Kotatherium Datta, 1981

  - Família Shuotheriidae Chow e Rich, 1982
    - Gênero Shuotherium Chow e Rich, 1982

  - Família Tinodontidae Marsh, 1887
    - Gênero Tinodon Marsh, 1879
    - Gênero Gobiotheriodon Trofiamov, 1997
- Superfamília Spalacotherioidea Prothero, 1981 - verdadeiros Simetrodontes
  - Família Zhangheotheriidae Rougier, Ji e Novacek, 2003
    - Gênero Zhangheotherium Hu, Wang, Luo e Li, 1997
    - Gênero Maotherium Rougier, Ji e Novacek, 2003

  - Família Spalacotheriidae Marsh, 1887
    - Gênero Spalacotherium Owen, 1854
    - Gênero Shalbaatar Nessov, 1997 (discutido)

  - Família Spalacolestidae[1] Cifelli e Madsen, 1999
    - Gênero Symmetrolestes Tsubamoto e Rougier, 2004
    - Gênero Akidolestes Li e Luo, 2006
    - Gênero Henshanlestes Hu, Fox, Wang e Li, 2005
    - Gênero Spalacotheroides Patterson, 1955
    - Gênero Spalacolestes Cifelli e Madsen, 1999
    - Gênero Spalacotheridium Cifelli, 1990
    - Gênero Symmetrodontoides Fox, 1976